# از رنگ گل تا رنج خار
از رنگ گل تا رنج خار کتابی از قدمعلی سرامی است که در سال ۱۳۶۸ منتشر و در مراسم کتاب سال جمهوری اسلامی ایران به‌عنوان کتاب شایسته تقدیر معرفی شد.

## روایت شکل‌گیری
مؤلف پیرامون شکل‌گیری این اثر اینگونه بیان داشته‌است: «من دیده‌ام که بررسی «شکل» فقط در انحصار وزن، قافیه، صنایع بدیعی، دستور زبان یا با توجه به ابتدا و انتهای داستان در زمینهٔ مسئله گره‌زنی و گره‌گشایی انجام گرفته‌است. درحالی‌که بسیاری از قصه‌ها این قابلیت را دارند که با در نظر گرفتن جزئی‌ترین عناصرشان تجزیه و تشریح شوند؛ بنابراین قهرمان را متشکل از پندارها، گفتارها و کردارهایش و رویدادها را نیز به میانجی قهرمانان مشمول طبقه‌بندی دیده‌ام. فصولی به نام پندار، گفتار و کردار در نظر گرفته‌ام. قهرمانان را با تیپولوژی گوناگون‌شان نگاه کرده‌ام. در این مسیر ارتباط قهرمانان، مکان و زمانِ رویدادها نیز در نظرم بوده‌است. حاصل کارم همین کتاب از رنگ گل تا رنج خار شد. اولین استاد راهنمای من دکتر ذبیح‌الله صفا مؤلف کتاب حماسه سرایی در ایران بود که به حق انتخاب شده بودند.»

## درباره کتاب از زبان دیگران

### محمد جعفر یاحقی
کتاب از رنگ گل تا رنج خار، شکل‌شناسی قصه‌های شاهنامه که نخستین بار در دههٔ شصت با سی + ۱۰۷۸ صفحه به سرمایهٔ شرکت انتشارات علمی و فرهنگی (تهران، ۱۳۶۸) به زیور چاپ آراسته شد و بعد از آن هم بارها تجدید چاپ گردید، از آن معدود آثاری است که بی‌محابا پهنهٔ پنجاه و چند هزار بیتی شاهنامه را یک‌باره درنوردیده و کل حماسهٔ ملی ایران را از یک چشم‌انداز برتر در مطالعه گرفته‌است. مؤلف شاهنامه‌شناس این کتاب دکتر قدمعلی سرامی نخستین پژوهش جدی و پردامنهٔ خود را به همین مهم اختصاص داده و انصاف را که به‌خوبی از عهده برآمده است. در این کتاب داستان‌ها و کردارهای شاهنامه که به عبارتی سراسر حماسه ملی ایران را می‌پوشاند، از دیدگاه شکل‌شناسی (Morphology) و با توجه به جنبه‌ها و جوانب داستانی آن مورد بررسی، سنجش، مقایسه و استنتاج قرار گرفته‌است. شکل‌شناسی اساساً از حوزهٔ زیست‌شناسی وام گرفته شده‌است و استفاده از آن در علوم انسانی عاریتی است. در اصطلاح زیست‌شناسی مورفولوژی علم به اشکال جانوران، گیاهان و کانی‌هاست و در حوزهٔ علوم انسانی بخشی از دستور زبان که اشکال واژه‌ها و قوانین حاکم بر ساخت‌های دستوری را بررسی می‌کند (سرامی، ۱۳۶۸، ۳)، در این‌جا هم منظور نویسنده از شکل‌شناسی عبارت است از تحقیق در ساختار داستان‌ها و آشنایی با اشکال و گونه‌های آن. به عبارت دیگر مراد وی از شکل‌شناسی، هر نوع تقسیم‌بندی است که بتواند آثار ادبی را بر اساس مشخصه‌هایی از یکدیگر ممتاز و مشخص کند؛ بنابراین شکل‌شناسی هم در کل ادبیات یک ملت امکان‌پذیر است و هم یک نوع یا یک اثر ادبی مستقل را می‌توان از این دیدگاه در مطالعه گرفت.